# Erich Spörer
Erich Otto Richard Spörer (ur. 23 kwietnia 1911 w Zella St. Blasii, zm. 11 listopada 1977 w Niederstotzingen) – niemiecki strzelec, olimpijczyk i medalista mistrzostw świata.
W zawodach międzynarodowych startował od 1933 roku.
Spörer wystąpił jako reprezentant RFN na Letnich Igrzyskach Olimpijskich 1952 w dwóch konkurencjach. Uplasował się na 18. miejscu w karabinie małokalibrowym w trzech postawach z 50 m. W karabinie małokalibrowym leżąc z 50 m uzyskał tyle samo punktów co brązowy medalista Arthur Jackson, jednak miał mniejszą liczbę trafień w środek tarczy od Amerykanina i Kanadyjczyka Gilmoura Boa, przez co ukończył turniej na 5. pozycji.
Podczas swojej kariery Spörer zdobył trzy medale na mistrzostwach świata, wszystkie na turnieju w 1939 roku w zawodach drużynowych. Został dwukrotnym wicemistrzem świata w karabinie małokalibrowym klęcząc i stojąc, i brązowym medalistą w postawie leżącej. 

## Wyniki

### Igrzyska olimpijskie
| Igrzyska      | Konkurencja                               | Wynik                     | Miejsce | Źródło |
| ------------- | ----------------------------------------- | ------------------------- | ------- | ------ |
| Helsinki 1952 | Karabin małokalibrowy, trzy postawy, 50 m | 1143 pkt. (399–379–365)   | 18      | [ 2 ]  |
| Helsinki 1952 | Karabin małokalibrowy leżąc, 50 m         | 399 pkt. (99–100–100–100) | 5       | [ 3 ]  |

### Medale mistrzostw świata
Opracowano na podstawie materiałów źródłowych:
| Mistrzostwa  | Konkurencja                                    | Wynik             | Miejsce |
| ------------ | ---------------------------------------------- | ----------------- | ------- |
| Lucerna 1939 | Karabin małokalibrowy leżąc, 50 m, drużynowo   | 1974 pkt. (druż.) |         |
| Lucerna 1939 | Karabin małokalibrowy klęcząc, 50 m, drużynowo | 1936 pkt. (druż.) |         |
| Lucerna 1939 | Karabin małokalibrowy stojąc, 50 m, drużynowo  | 1859 pkt. (druż.) |         |